# Cirrhilabrus sanguineus
Cirrhilabrus sanguineus е вид лъчеперка от семейство Labridae.

## Разпространение
Видът е разпространен в Мавриций.